# Tetracme truncataria
Tetracme truncataria är en fjärilsart som beskrevs av Walker 1861. Tetracme truncataria ingår i släktet Tetracme och familjen nattflyn. Inga underarter finns listade i Catalogue of Life.